# Жизнь (компьютерные игры)

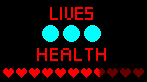
У этого персонажа три жизни, обозначенных светло-голубыми шарами. В данный момент персонаж потерял 3,5 из 11 очков здоровья — потеря всех будет стоить ему жизни.

Жизнь (англ. life) — свойство игровых персонажей в компьютерных играх, определяемое как период между началом и концом игры. Иногда называется шансом (англ. chance) или попыткой (англ. try), в частности в играх для всех возрастов, во избежания ассоциаций, вызываемых «потерей жизни». Обычно потеря всех очков здоровья означает потерю жизни, а потеря всех жизней приводит к концу игры, после чего игрок может либо начать игру сначала, либо выйти из игры.
Количество даваемых игроку жизней зависит от типа игры. Ограничение числа жизней стало типичным для аркадных автоматов 80-х годов. Со временем такие игровые механики как контрольная точки и дополнительные жизни привнесли в игры с жизнями больше стратегических элементов. Только познакомившиеся с игрой пользователи могут использовать жизни для того, чтобы понять механики игры, а более опытные игроки — для того, чтобы совершать более рискованные действия.

## История
Одним из первых применений концепции жизней была механика пинбола, когда в начале игры предоставлялось ограниченное число шаров. Впоследствии ограниченное число попыток (обычно тремя) стало распространённой чертой аркадных игр. В этих играх, как и в пинболе, целью обычно является набор как можно большего числа очков, а жизни являются одним из способов ограничить игровое время.
Позднее контрольные точки, пароли и другие способы сохранения позволили игрокам, допустившим ошибки и потерявшим жизни, продолжать игру не с начала, а с места сохранения. Появление механики очков здоровья, защиты, бонусов и других характеристик, предоставило игрокам возможность более стратегично относиться к потерям жизней и уменьшило влияние тех проблем, к которым приводила потеря жизни в ранних аркадных играх. С развитием игровой индустрии концепция жизней становилась менее и менее популярной, и постепенно на смену начали приходить  приходить контрольные точки и сохранения.

## Использование
В экшн-играх распространённой практикой является предоставление игроку нескольких жизней или попыток для достижения чего-то большего в игре — это позволяет игроку восстановиться после допущения ошибки. Ролевые и приключенческие игры обычно дают одну жизнь, но позволяют игроку загрузиться с сохранённой игры.
После введения механики жизней смерть персонажа перестала обозначать обязательный конец игры, благодаря чему игроки начали рисковать там, где бы они не рисковали. Это приводило к тому, что игроки начинали пробовать использовать различные тактики и таким образом совершенствовать свою стратегию прохождения. Дополнительным положительным свойством является то, что несколько жизней даёт игрокам-новичкам возможность изучить механику игры до её завершения. Ещё одним аргументом за введение жизней является то, что зарабатывание дополнительных жизней по ходу игры является дополнительным стимулом для игрока.
С другой стороны, игра, которая часто заставляет игрока терять жизни, препятствует честному прохождению. Если потеря жизни сопровождается потерей снаряжения, умений или очков, она склоняет игрока к загрузке предыдущей сохранённой игры после каждой потерянной жизни.

### Дополнительные жизни
Дополнительная жизнь, или «1-up», — игровой предмет, увеличивающий количество жизней игрока. Форма дополнительных жизней меняется от игры к игре, но обычно это редкий и сложнополучаемый предмет. Впервые термин «1-up» был употреблён в компьютерной игре Super Mario Bros., после чего быстро завоевал популярность как в домашних, так и аркадных играх.
Иногда ошибка во время проектирования игры приводит к возможности бесконечно набирать жизни, когда происходит так называемый «1-up loop». Если между двумя контрольными точками находится больше одной дополнительной жизни, то игрок может получить две жизни, после чего умереть и начать прохождение с предыдущей сохранённой точки с полученной дополнительной жизнью; эта процедура может быть повторена до достижения желаемого игроком числа жизней.